# Grb Kazačke SSR
Grb Kazačke SSR je 26. ožujka 1937. usvojila vlada Kazačke SSR. Grb se temelji na grbu SSSR-a. Prikazuje simbole poljoprivrede, dva struka pšenice koji se nalaze sa strane. U sredini grba se nalazi srp i čekić i crvena zvijezda, simboli komunizma, a u pozadini izlazeće sunce. U sklopu grba se nalazi i moto SSSR-a "Proleteri svih zemalja, ujedinite se!" napisan na kazačkom i ruskom jeziku. U dnu grba se nalaze kazačka i ruska skraćenica za "Kazačku Sovjetsku Socijalističku Republiku".
Grb je bio na snazi do 26. prosinca 1991., kada je zamijenjen današnjim grbom Kazahstana.

## Također pogledajte
- Grb Kazahstana
- Zastava Kazačke SSR